# TOI-178c
TOI-178c es un exoplaneta potencialmente rocoso que orbita la estrella de tipo K TOI-178, a 204.4783 años luz de la Tierra. El radio de TOI-178c es 1.669 veces el de la Tierra, y su masa es 4.77 veces la de la Tierra, lo que convierte a TOI-178c en una supertierra. La masa de TOI-178c se descubrió mediante el método de velocidad radial y el radio se detectó mediante el método de tránsito primario. El radio orbital es de 0.037 UA, con una excentricidad de 0.0. Un año en TOI-178c dura 3.2 días. TOI-178c fue descubierto mediante el método de tránsito en 2021. TOI-178b, TOI-178d, TOI-178e, TOI-178f y TOI-178g están todos en el mismo sistema que TOI-178c. La temperatura en TOI-178c es de 873 K; se desconoce la longitud del punto más caliente.